# Терсане (станція)
40°51′40″ пн. ш. 29°16′24″ сх. д. / 40.861110842505° пн. ш. 29.273229519364° сх. д.
Терсане (тур. Tersane) — залізнична станція на лінії Мармарай, що належить TCDD, розташована на анатолійській стороні Стамбула, у мікрорайоні Гюзельяли району Пендік.
Конструкція — наземна відкрита з однією острівною платформою. 
Розташована на залізниці Стамбул-Анкара та була введена в експлуатацію 29 травня 1969 
, 
обслуговувала приміський поїзд B2 (Гайдарпаша — Гебзе) в 1969 — 2013 роках. 
Була закрита 

і перебудована і знову відкрита 12 березня 2019 року. 

## Пересадки
- Автобус: 130E, 133KT, KM14

## Визначні місця поруч
- Порт Ро-Ро Пендік
- Корабельня Пендік
- Неомарин АВМ

## Сервіс
| Попередня станція    | Лінія | Лінія    | Лінія | Наступна станція   |
| -------------------- | ----- | -------- | ----- | ------------------ |
| Каїнарджа до Халкали |       | Мармарай |       | Гюзельяли до Гебзе |